# 江继芸墓
江继芸墓，位于中国福州市平潭县北厝镇田美村，为一个省级文物保护单位，类型为古建筑及历史纪念建筑物，为第三批福建省文物保护单位，公布时间为1991年4月17日。
江继芸墓的历史年代为清。